# Eucyclops ariguanabensis
Eucyclops ariguanabensis is een eenoogkreeftjessoort uit de familie van de Cyclopidae. De wetenschappelijke naam van de soort is voor het eerst geldig gepubliceerd in 1949 door Brehm.